# Horville-en-Ornois
Horville-en-Ornois ist eine französische Gemeinde mit 46 Einwohnern (Stand: 1. Januar 2022) im Département Meuse in der Region Grand Est (bis 2015 Lothringen). Sie gehört zum Arrondissement Commercy und zum Gemeindeverband Portes de Meuse.

## Geografie
Die Gemeinde Horville-en-Ornois liegt in der Landschaft Barrois in einer sehr ländlich geprägten Umgebung im Süden des Départements Meuse, etwa 47 Kilometer südöstlich von Saint-Dizier und 25 Kilometer nordöstlich von Neufchâteau. Das 7,61 km² umfassende Gemeindegebiet ist waldarm und weist nur geringe Höhenunterschiede auf. Nahe der östlichen Gemeindegrenze verläuft das Flüsschen Ognon, einer der Quellflüsse des Ornain, was den Namenszusatz -en-Ornois erklärt. Umgeben wird Horville-en-Ornois von den Nachbargemeinden Bonnet im Norden, Gondrecourt-le-Château im Nordosten, Dainville-Bertheléville im Südosten sowie nochmals Gondrecourt-le-Château im Südwesten und Westen als Enklave.

## Ortsname
Eine erste Erwähnung fand das Dorf 1580 als Dehorville. Über Dehonville (1700), Deonville und Dohudivilla (1707) sowie Dehuvilla und Horvilla (zwischen 1711 und 1749) entwickelte sich der Ortsname schließlich ab 1793 zum heute noch gebräuchlichen Horville. Die Ortsbezeichnung geht wahrscheinlich auf den Namen Hordius zurück, eines ersten Gutsbesitzers im Ort. 1924 wurde der Namenszusatz -en-Ornois eingeführt.

## Bevölkerungsentwicklung
| Jahr      | 1962 | 1968 | 1975 | 1982 | 1990 | 1999 | 2010 | 2021 |
| Einwohner | 91   | 76   | 64   | 63   | 58   | 51   | 65   | 47   |

Im Jahr 1821 wurde mit 208 Bewohnern die bisher höchste Einwohnerzahl ermittelt. Die Zahlen basieren auf den Daten von cassini.ehess und INSEE.

## Sehenswürdigkeiten

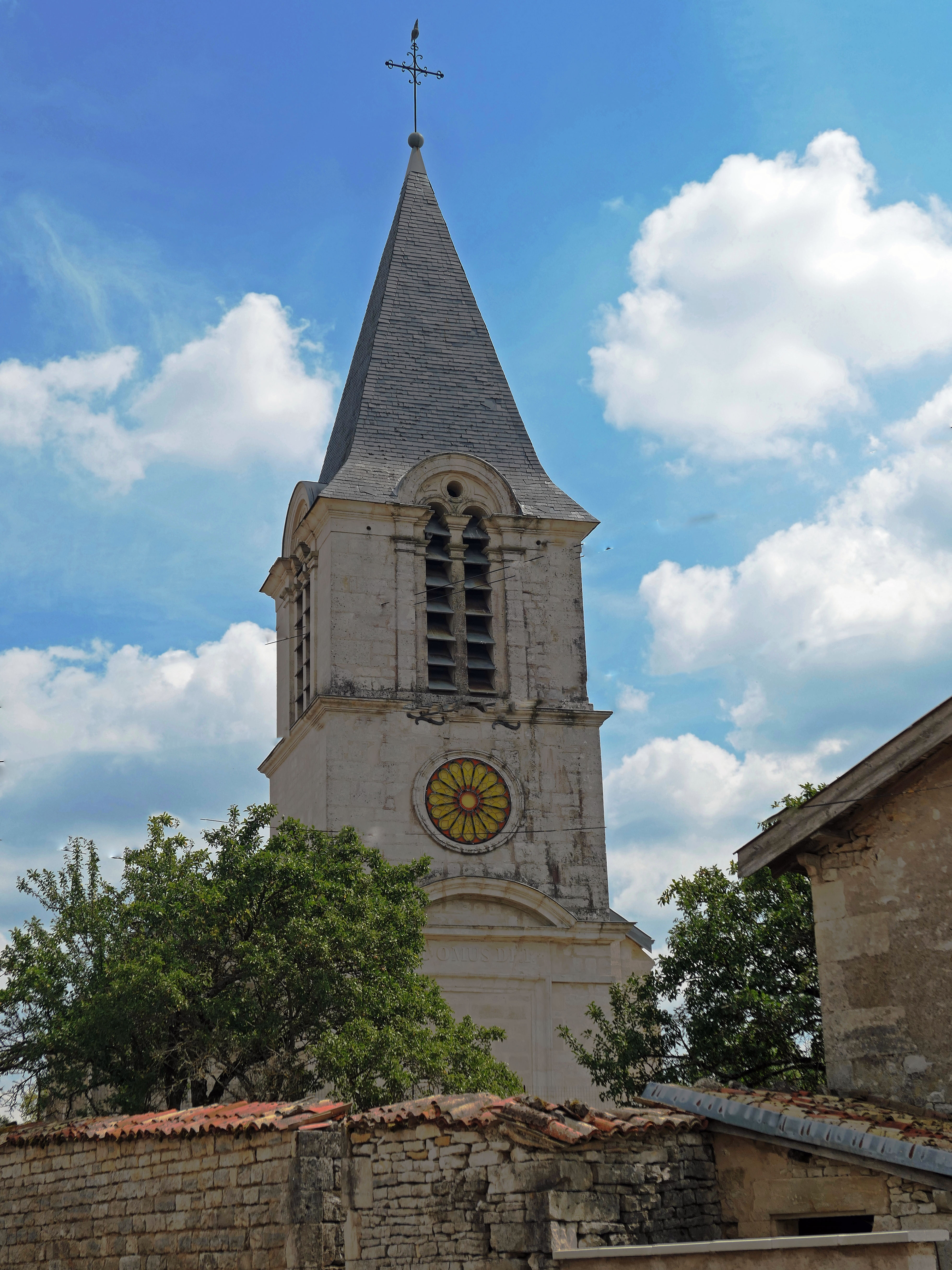
Kirche Saint-Jean-Baptiste

- Kirche Saint-Jean-Baptiste in Teilen aus dem 14. Jahrhundert, 2010 restauriert
- Lavoir aus dem Jahr 1888
- Brunnen

## Wirtschaft und Infrastruktur
In Horville-en-Ornois sind sieben Landwirtschaftsbetriebe ansässig (Anbau von Getreide, Hülsenfrüchten und Ölsaaten, Ziegen- und Schafzucht).
Nur wenige Kilometer westlich von Horville-en-Ornois liegt das 30 Quadratkilometer umfassende unterirdische Tunnelsystem des durch die französische Atommüllbehörde ANDRA (Agence Nationale pour la Gestion des Déchets Radioactifs) in Bure betriebene Untertagelabor zur Erforschung der örtlichen geologischen Verhältnisse für den Bau des Atommüllendlagers Bure.
Horville-en-Ornois liegt abseits der überregional wichtigen Verkehrsströme. Durch die Gemeinde führt die Fernstraße D 32 von Gondrecourt-le-Château nach Chassey-Beaupré. Weitere Straßenverbindungen führen in die Gemeinden Bonnet und Mandres-en-Barrois. Im 34 Kilometer entfernten Ligny-en-Barrois besteht Anschluss an die autobahnartig ausgebaute Route nationale 4 von Saint-Dizier nach Toul. Der 30 Kilometer entfernte Bahnhof in Neufchâteau liegt an der Bahnstrecke Culmont-Chalindrey–Toul.

## Belege
1. ↑  Gondrecourt-le-Château, inventaire topographique, 1981, S. 225 (ISBN 2-11-080752-0)
2. ↑  Ortsname auf cassini-ehess.fr (französisch)
3. ↑  Horville-en-Ornois auf cassini.ehess
4. ↑  Horville-en-Ornois auf INSEE
5. ↑  Landwirtschaftsbetriebe auf annuaire-mairie.fr (französisch)